# Hitzkirch
Hitzkirch (im luzerndeutschen Ortsdialekt Hitzchiuch, Hitzchüuch [hɪtsχɪʊ̯χ], [hɪtsχʏʊχ]) ist eine politische Gemeinde im Wahlkreis Hochdorf, Kanton Luzern, Schweiz.
Sie liegt im Luzerner Seetal zwischen Hallwilersee und Baldeggersee, rund 20 km nördlich (jeweils Luftlinie) von Luzern, 25 km südwestlich von Zürich und 60 km südöstlich von Basel. Seit der Gemeindefusion im Jahr 2009 mit Gelfingen, Hämikon, Mosen, Müswangen, Retschwil und Sulz ist Hitzkirch mit über 5900 Einwohnern einwohnermässig die drittgrösste Gemeinde im Seetal, flächenmässig die grösste.
Hitzkirch wurde bekannt durch die Obstverwertung Hitzkirch, später Granador AG, und das Kantonale Lehrerinnen- und Lehrerseminar. Als Kulturdenkmäler gelten das Schloss Heidegg in Gelfingen, die Alte Schmitte und der Megalithturm in Richensee, die frühbarocke Pfarrkirche von Hitzkirch und die Deutschritterordenskommende mit dem Rittersaal. Als Aussichtspunkt, Wander- und Skilanglaufgebiet beliebt sind die Höhen des Lindenbergs in Hämikon, Müswangen und Sulz.

## Geographie
Zur früheren Gemeinde gehörten ausser dem Dorf noch die Weiler Bleulikon (1 km nördlich; 553 m ü. M.) und Richensee (1 km südwestlich; 470 m ü. M.) sowie einige Häusergruppen und Einzelgehöfte. Die Nordwestgrenze des Dorfs bildete der Gärbibach, die Südgrenze der Schliessbach. Südlich von Richensee fliesst der Aabach aus dem Baldeggersee und mündet nach vier Kilometern bei Mosen in den Hallwilersee.
Der tiefste Punkt der heutigen Gemeinde liegt in Mosen (450 m ü. M.), der höchste am Lindenberg (878 m ü. M.).
Von der Gemeindefläche wird ein Anteil von 64,4 % landwirtschaftlich genutzt. 10,9 % sind Siedlungsfläche, und 24,2 % sind mit Wald und Gehölz bedeckt (Stand 2015/2016).
Hitzkirch grenzt seit der «Fusion Hitzkirchertal» an Aesch, Beromünster, Ermensee, Hohenrain, Römerswil und Schongau im Kanton Luzern sowie die Gemeinden Beinwil (Freiamt), Buttwil und Geltwil im Kanton Aargau.

## Bevölkerung
Die Einwohnerzahl der heutigen Gemeinde Hitzkirch wuchs zwischen 1798 und der Mitte des 19. Jahrhunderts stark (1798–1850: +32,6 %) und sank danach bis 1900 auf einen Tiefpunkt (1850–1900: −18,3 %). Bis zum Beginn des Zweiten Weltkriegs gab es eine Stagnationsphase. Zwischen 1941 und 1980 folgte eine Zeit mit stetem, aber geringem Bevölkerungswachstum (1941–1980: +18,9 %). Dank zwei starken Wachstumsphasen zwischen 1990 und 2000 sowie seit 2010 ist die Einwohnerzahl seit 1980 deutlich gewachsen (1980–2020: +74,3 %). Bald dürfte die Marke von 6000 Einwohnern überschritten werden (Ende 2021 5959 Einwohner).
Quellen: 1798–1837: Helvetische und kantonale Volkszählungen; 1850–2000 Volkszählungsergebnisse, 2010 ESPOP, 2020 STATPOP; heutiges Gemeindegebiet

### Herkunft – Nationalität
Ende 2020 zählte die Gemeinde 5916 Einwohner. Davon waren 4967 Schweizer Staatsangehörige und 949 (= 16,1 %) Menschen anderer Staatsangehörigkeit. Die grössten Zuwanderergruppen kommen aus Deutschland (203 Menschen), dem Kosovo (139), Italien (64), Nordmazedonien (52), Eritrea (51), Polen (45), Portugal, Serbien (je 28), Österreich (25), Ungarn (23), Sri Lanka, der Türkei, Kroatien (je 22) und Rumänien (21).

## Geschichte

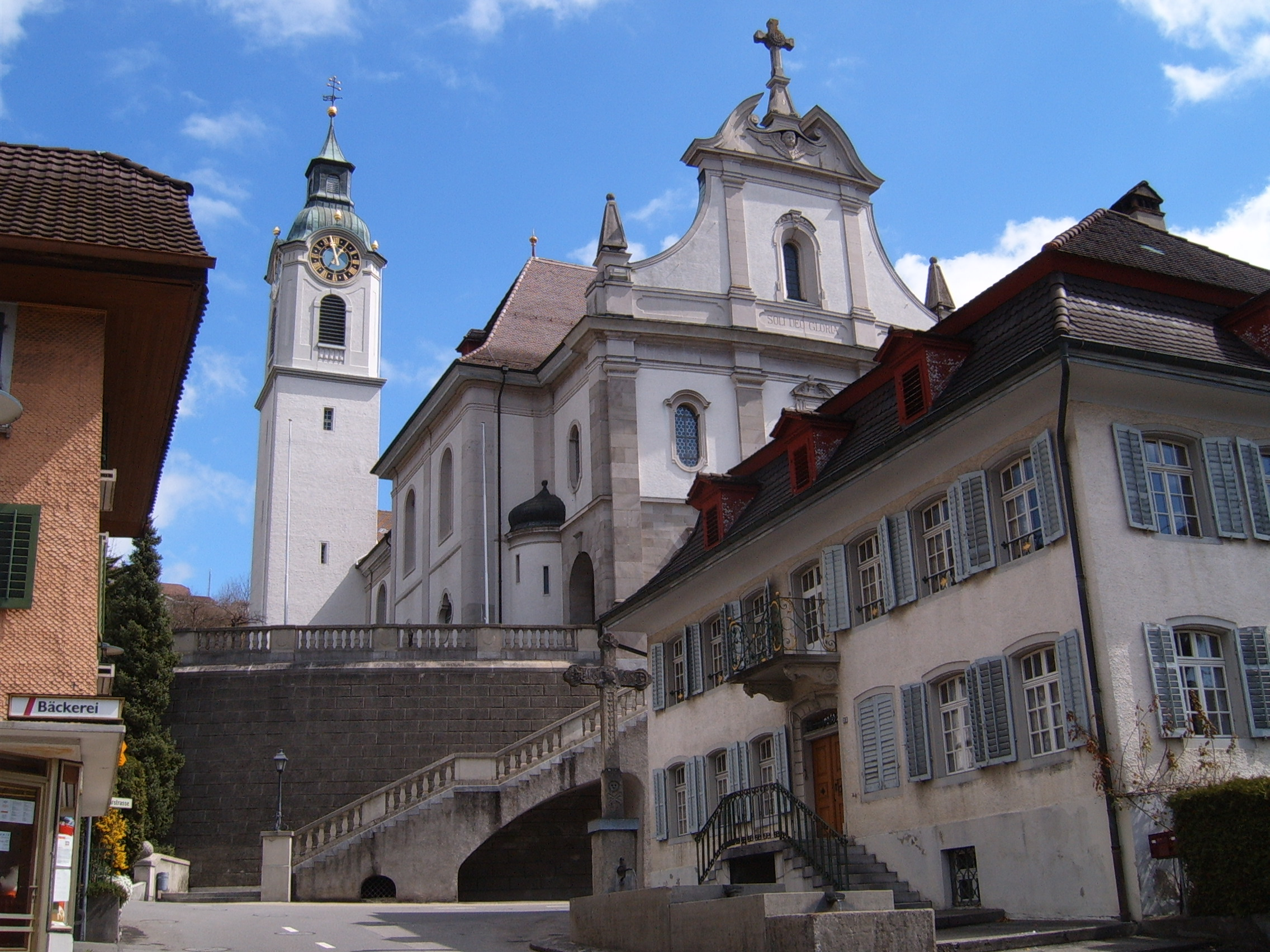
Kirche in Hitzkirch

Die ältesten Funde stammen aus der Zeit von 8000 bis 5000 v. Chr. Unter der Kirche von Hitzkirch wurden Reste eines römischen Gutshofs und Alemannengräber aus dem 7./8. Jahrhundert gefunden. 1084 wird ein erstes Gotteshaus erwähnt. Der Ort wird unter dem Namen de Hiltis-chilche 1230 in der Heiratsgutsurkunde von Graf Hartmann dem Älteren von Kyburg erstmals unter der heutigen Bezeichnung genannt. Die Bedeutung des Ortsnamens ist «Kirche des Hilti».
Die Kyburger herrschten von 1173 bis 1263. Nach ihrem Aussterben übernahmen die Habsburger die Herrschaft. Diese mussten sie 1415 endgültig abgeben, die Gegend wurde durch die Stadt Luzern erobert. Bis dahin hatte Hitzkirch zum habsburgischen Amt Richensee gehört. Bereits 1425 mussten die Luzerner ihre Vorherrschaft wieder aufgeben, und der Ort kam bis 1798 zu den Freien Ämtern des Aargaus.
Unter der Leitung der 1237 gegründeten Deutschritterordens-Kommende Hitzkirch trat 1528 das Hitzkirchertal zum neuen, reformierten Glauben über, wurde aber bereits 1532 gewaltsam wieder rekatholisiert. Seit diesem Zeitpunkt werden die Hitzkircher auch Wagglitaler genannt. 1653 beteiligte sich die Gemeinde aktiv am Grossen Bauernkrieg. Das Hitzkirchertal wird in «Harte» und «Linde» gespalten. 1665 brannte das Dorf ab, es gab ein Todesopfer. Heute erinnert eine Inschrift am Dorfbrunnen an dieses Ereignis.
1798 kam der Ort zum neu gegründeten Kanton Baden, wurde aber 1803 wieder im Austausch mit Merenschwand dem Kanton Luzern zugeteilt. Es erfolgte 1806 die Aufhebung der Deutschritterordenskommende. Bis heute erinnert das Wappen von Hitzkirch noch an die Deutschritter: Es vereinigt das Luzerner Wappen mit dem schwarzen Kreuz der Deutschritter.
1832 wurde die Sekundarschule in Hitzkirch eröffnet. Der Alte Friedhof bei der Kirche wurde zu klein für die ständig wachsende Bevölkerung Hitzkirchs, also verlegte man ihn 1837 an seinen neuen Standort.
Das kantonale Lehrerseminar nahm 1868 seinen Betrieb in den Räumlichkeiten der Kommende auf. 1883 wurde die Gemeinde durch die Seetalbahn erschlossen, welche schon seit 1868 geplant war.
Die Gemeinde wurde dem neu geschaffenen Amt Hochdorf angegliedert. 1897 erfolgte der Zusammenschluss des bis dahin selbständigen Städtchens Richensee mit der Gemeinde Hitzkirch. Im Dorf wurde 1906 das elektrische Licht eingeführt.

Luftbild von Walter Mittelholzer (1923)

In Richensee wurde 1972 das Zivilschutzausbildungszentrum gebaut, das bis Ende 2005 genutzt wurde.
Der wirtschaftliche Aufschwung der 1970er-Jahre führte zu einer starken Ausweitung des Wohngebiets. Entlang der Strasse nach Richensee entstanden erste Wohnblocks und an den Hängen des Lindenbergs oberhalb des Dorfes vor allem Einfamilienhäuser. Etwa zur gleichen Zeit ist am westlichen Dorfrand das fünfstöckige Wohn- und Geschäftshaus Zentrum mit Grossverteiler-Filiale, Kleidergeschäft und Arztpraxis gebaut worden. Waren bis Ende der 1980er-Jahre die meisten Läden an der Luzerner- und Aargauerstrasse sowie unterhalb der Dorfkirche zu finden, verschob sich das Dorfzentrum in den 1990er-Jahren nach dem Bau des Alters- und Pflegeheims Kreuzmatt und weiterer Wohn- und Geschäftsgebäude mit Gemeindekanzlei, Dorfcafé, Poststelle, Polizeiposten und weiterer Läden und Geschäfte endgültig in die Umgebung des Zentrums.
2003 feierte man die 200 Jahre beim Kanton Luzern, als jüngste Gemeinde, und stellte deshalb einen Gedenkstein am Hiltiplatz auf. Im ehemaligen Lehrerseminar wurde 2007 die Interkantonale Polizeischule Hitzkirch (IPH) eröffnet.
In den 2000er-Jahren wurde die Frage aktuell, ob sich Hitzkirch mit benachbarten Gemeinden zu einer grösseren Einheit zusammenschliessen sollte. Ein erstes Fusionsprojekt mit den zehn Gemeinden Aesch, Altwis, Ermensee, Gelfingen, Hämikon, Mosen, Müswangen, Retschwil, Schongau und Sulz wurde am 21. Mai 2006 von den Stimmbürgern in einer Urnenabstimmung abgelehnt. Ein Folgeprojekt mit den sechs Gemeinden Gelfingen, Hämikon, Mosen, Müswangen, Retschwil und Sulz wurde hingegen am 25. November 2007 angenommen und per 1. Januar 2009 vollzogen. Seit dem 1. Januar 2021 gehört auch Altwis zur Gemeinde Hitzkirch.

## Politik

### Gemeinderat
Folgende fünf Personen sind für die Legislaturperiode 2020–2024 gewählt:
- David Affentranger (CVP): Gemeindepräsident
- Rebekka Renz (CVP): Bildung, Kultur und Sport
- Daniel Eugster (SP): Finanzen und Steuern
- Lukas Elmiger (CVP): Bau, Umwelt, Wirtschaft
- Hugo Beck (FDP): Gesundheit und Soziales

### Kantonsratswahlen
Bei den Kantonsratswahlen 2023 des Kantons Luzern betrugen die Wähleranteile in Hitzkirch: Mitte 32,49 %, SVP 30,33 %, FDP 14,41 %, SP (mit JUSO) 12,92 %, Grüne (mit JG) 5,56 % glp 4,28 %.

### Nationalratswahlen
Bei den Schweizer Parlamentswahlen 2023 betrugen die Wähleranteile in Hitzkirch: Mitte 32,7 %, SVP 31,4 %, FDP 13,3 %, SP 9,0 %, GPS 4,9 %, glp 4,8 %, EVP 0,5 %.

## Wirtschaft
Die Bewohner Hitzkirchs waren in der frühen Neuzeit vor allem in Landwirtschaft, Weinbau und Kleingewerbe tätig. Im 16. und 17. Jahrhundert sind Maler, Krämer, Glaser, Uhrmacher, Schuhmacher, Gerber und Sattler nachgewiesen. Als im 18. Jahrhundert die Verkehrswege in Richtung Bern und Zürich sowie Luzern und Lenzburg an Bedeutung gewannen, liess sich auch ein Händler nieder. Carl Anton Corragioni erbaute 1761 das Barockhaus unterhalb der Dorfkirche.
Nach der Eröffnung der Seetalbahn und des Bahnhofs Richensee im Jahr 1883 baute die 1902 gegründete Obstverwertungsgenossenschaft östlich des Bahnhofs ihre ersten Betriebsgebäude. Die Mosterei vergrösserte sich im Laufe des 20. Jahrhunderts stark. Sie übernahm einige Getränkehersteller und fusionierte mit anderen. So entstanden 1987 die Granador AG und 2005 die Unidrink. 2008 wurde die Firma in Ramseier Suisse AG umbenannt und der Sitz nach Oberkirch verlegt. Das ehemalige Granador-Gebäude steht seit damals leer. Es stehen verschiedene Lösungen zur Diskussion: vom Verkauf bis zur weiteren wirtschaftlichen Nutzung.
Nach missglückter Ansiedlung einer Schuhfabrik in den 1960er-Jahren liessen sich in den 1970er-Jahren verschiedene Industrieunternehmen hauptsächlich an zwei Standorten nieder: Westlich der Seetalbahn bauten ein Lüftungs- und Klimagerätehersteller und ein Autohändler, im Feld an der Strasse nach Ermensee entstanden die Verwaltungs- und Produktionsgebäude von Manometer AG (Messgeräteherstellung) und eines Werkes zur Herstellung und Weiterverarbeitung von Hartmetallen. Bis Ende Jahrhundert bauten diese stark aus, und es folgte der Bau weiterer Betriebs- und Verwaltungsgebäude vor allem vom einheimischen Gewerbe.

## Verkehr
Hitzkirch ist gut ans Netz des öffentlichen Verkehrs angeschlossen. Es hat eine eigene Haltestation an der Seetalbahn Luzern–Lenzburg. Die Gemeinde ist Ausgangspunkt der Buslinien Hitzkirch–Schongau und Hitzkirch–Müswangen.
Das Dorf und der Ortsteil Richensee liegen an der Hauptstrasse von Luzern nach Lenzburg, der Weiler Bleulikon abseits der Hauptverkehrswege. Die nächstgelegenen Autobahnanschlüsse sind Sursee (A2) und Buchrain (A14) sowie Emmen-Nord (A2).

## Sehenswürdigkeiten
- Gerbe
- Güggelibrunnen
- Dorfbrunnen
- Barockhaus
- Kreuzigungsgruppe
- Kremerhaus
- Erinnerungskreuz
- Pfarrkirche St. Pankratius
- Alte Schmitte
- Megalithturm
- Ruine Grünenberg
- Taverne Zum Weissen Kreuz
- Theilerhaus
- Altes Schulhaus
- Deutschordenskommende

Am Auffahrtstag gibt es die Tradition eines Umrittes.

## Bilder

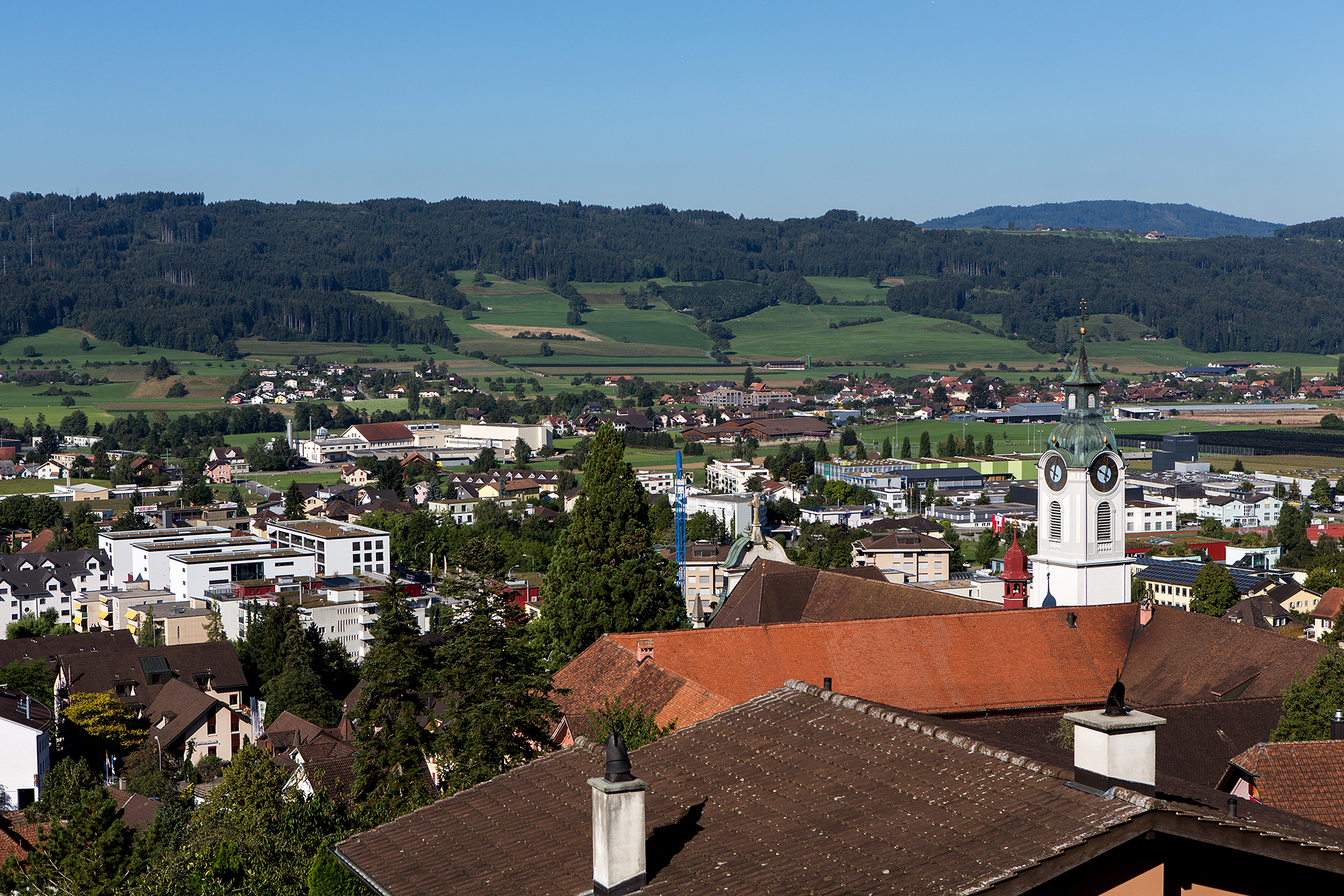
Blick auf Hitzkirch
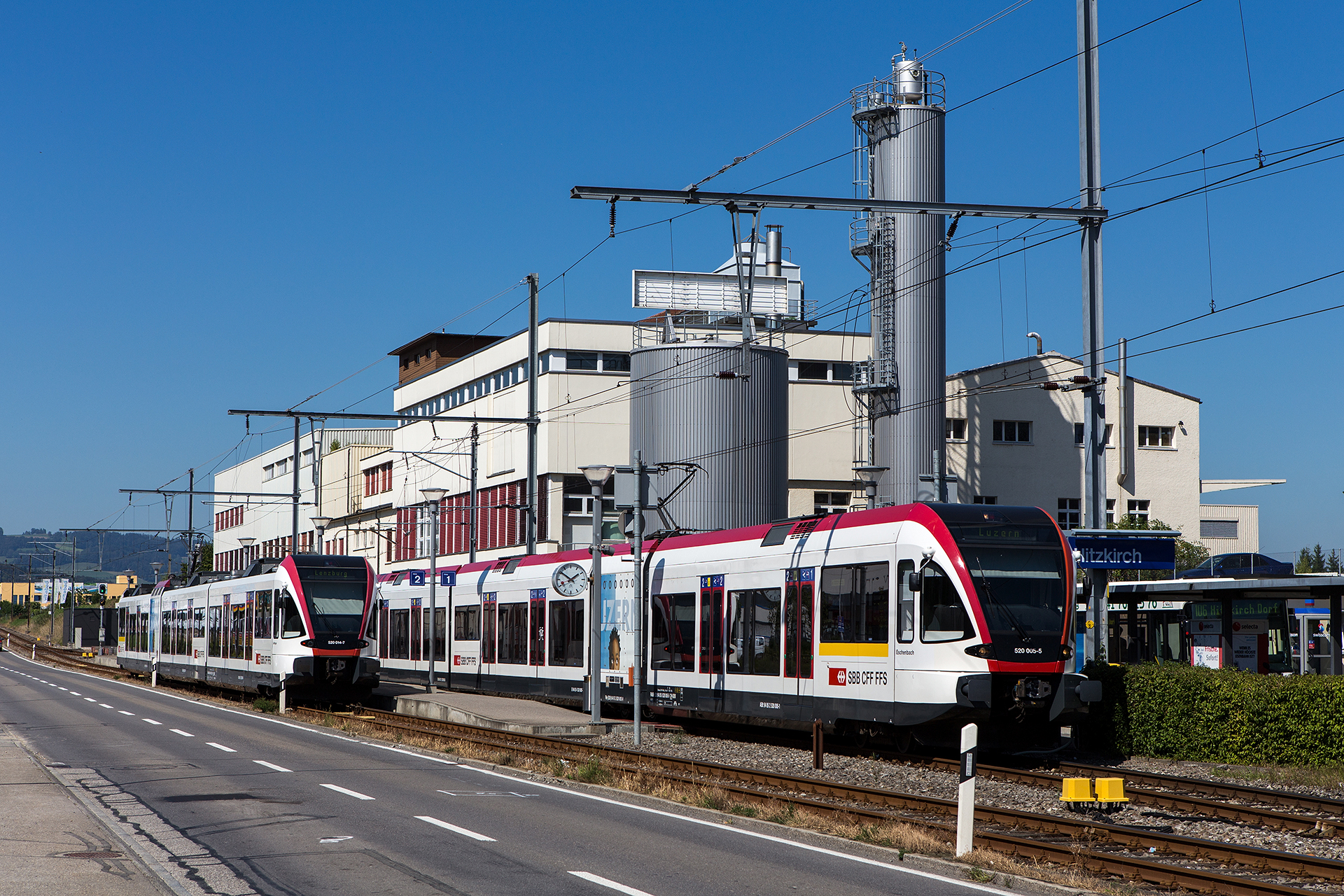
Bahnhof
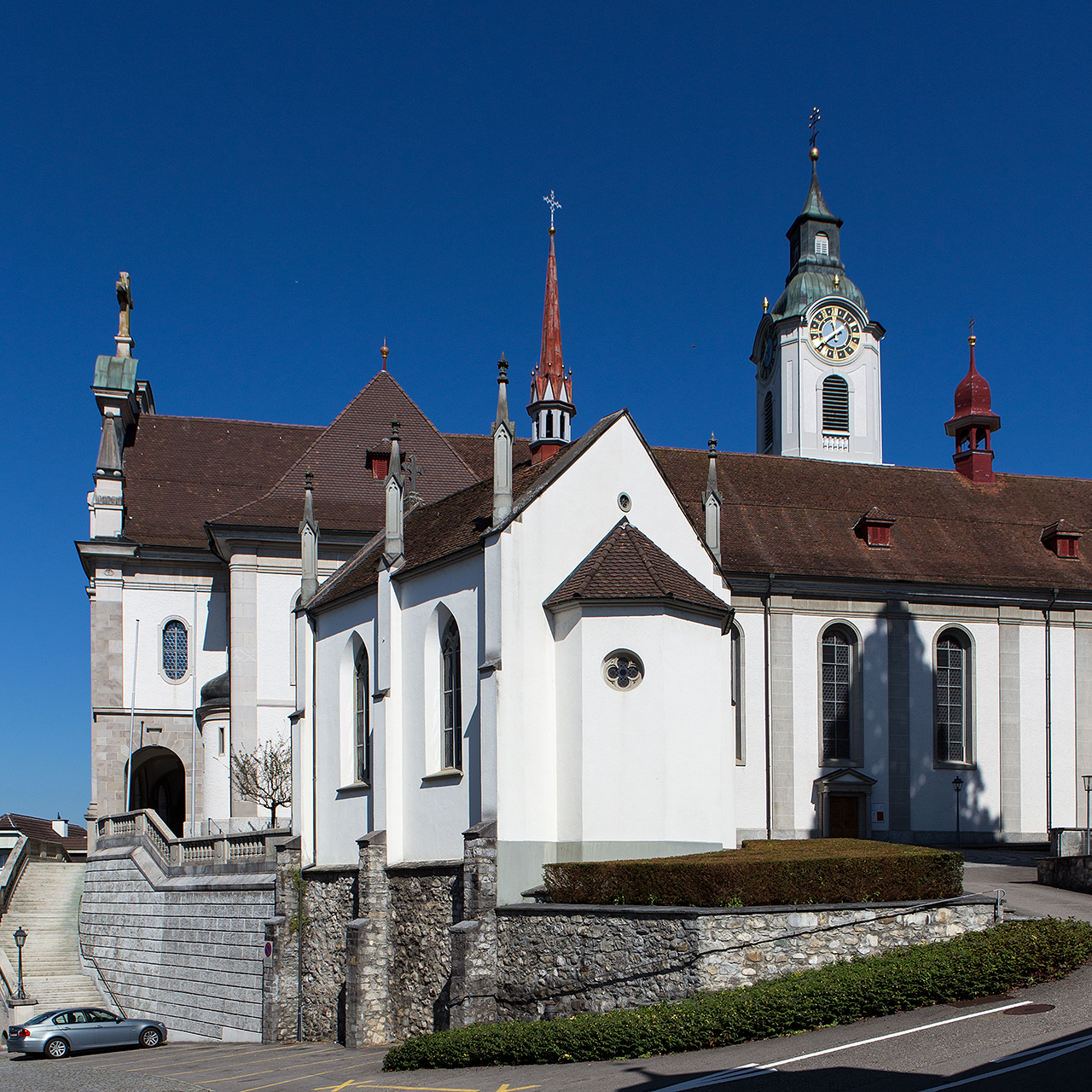
Pfarrkirche und Elisabethenkapelle
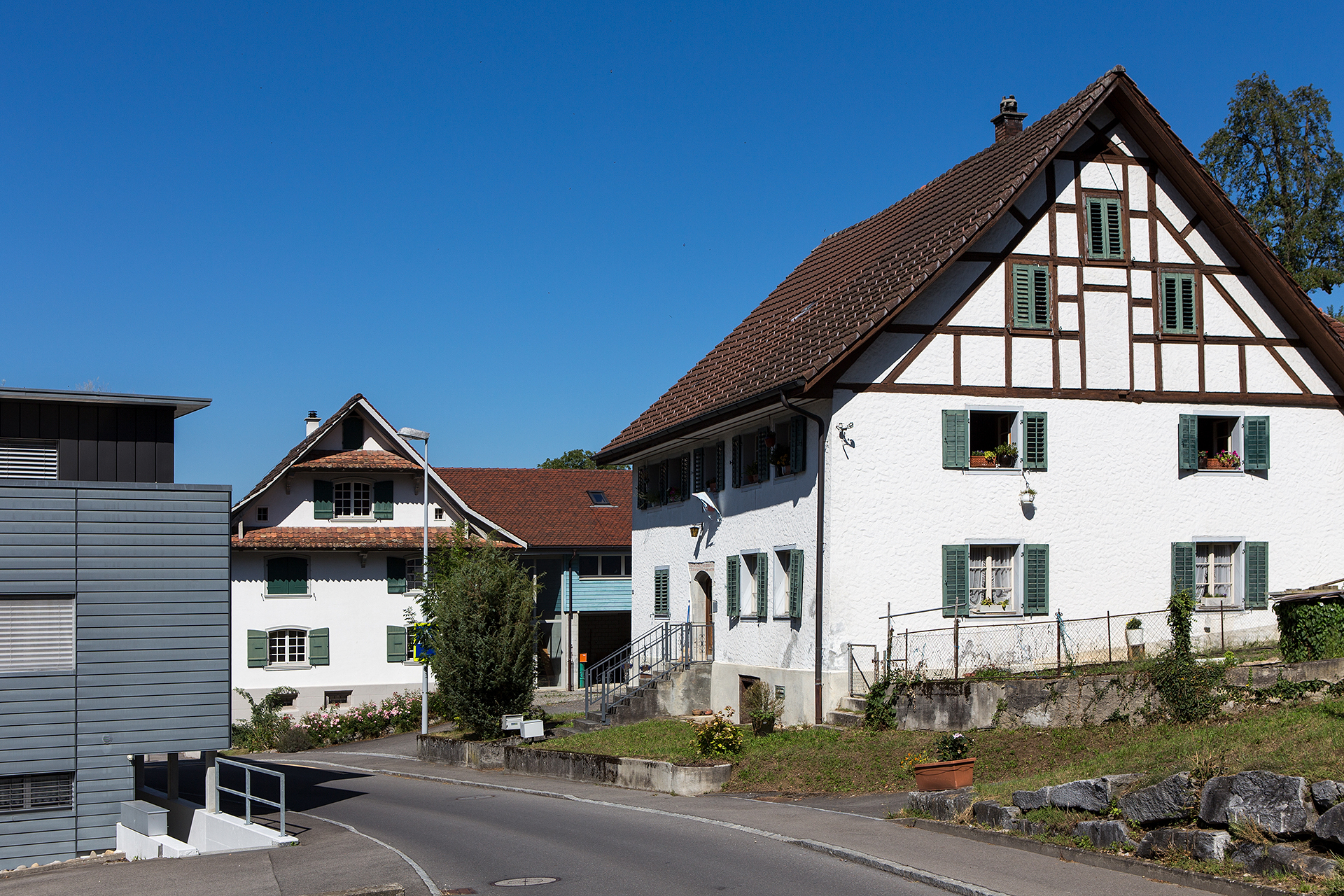
Kremerhaus
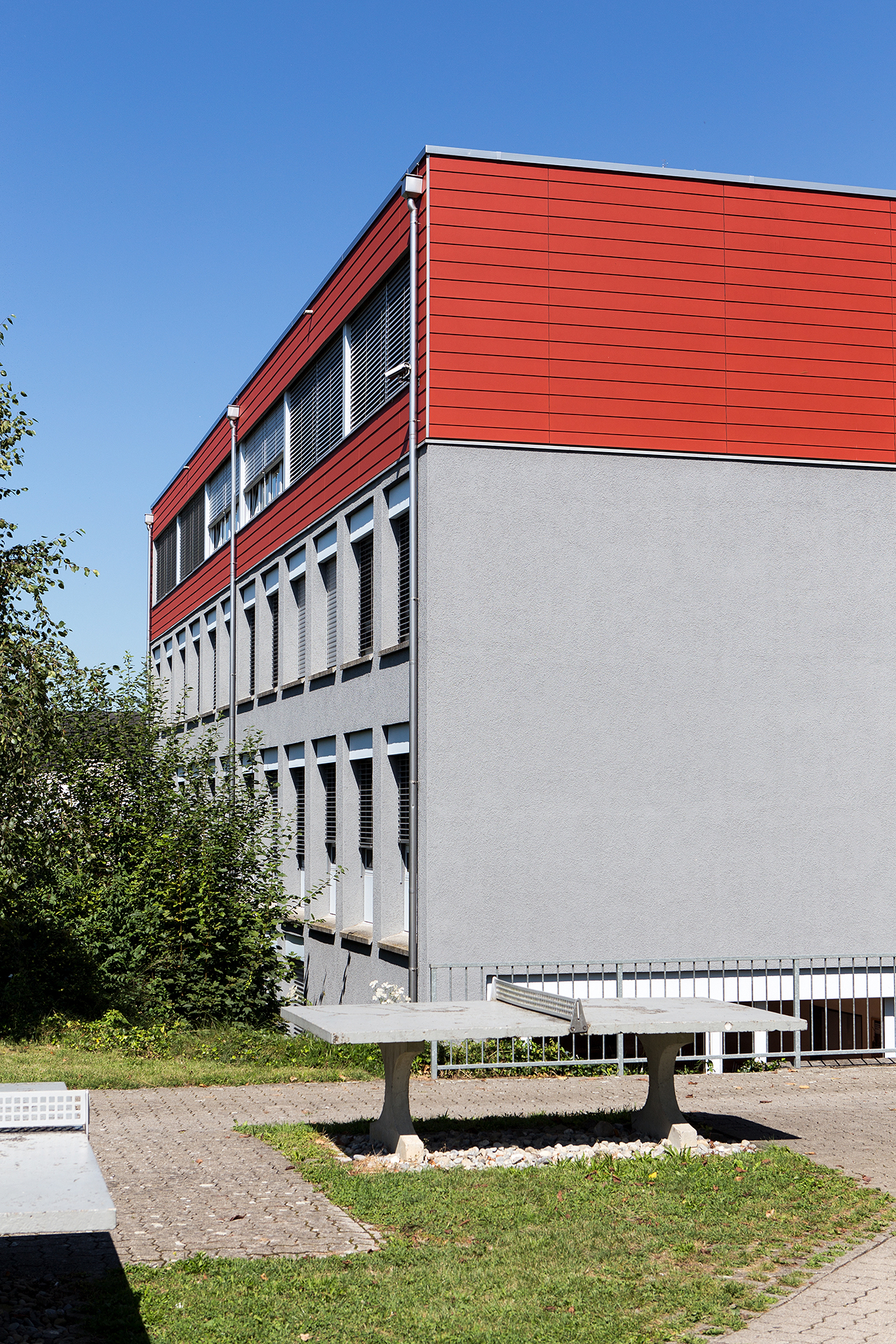
Schulhaus Trottenmatt
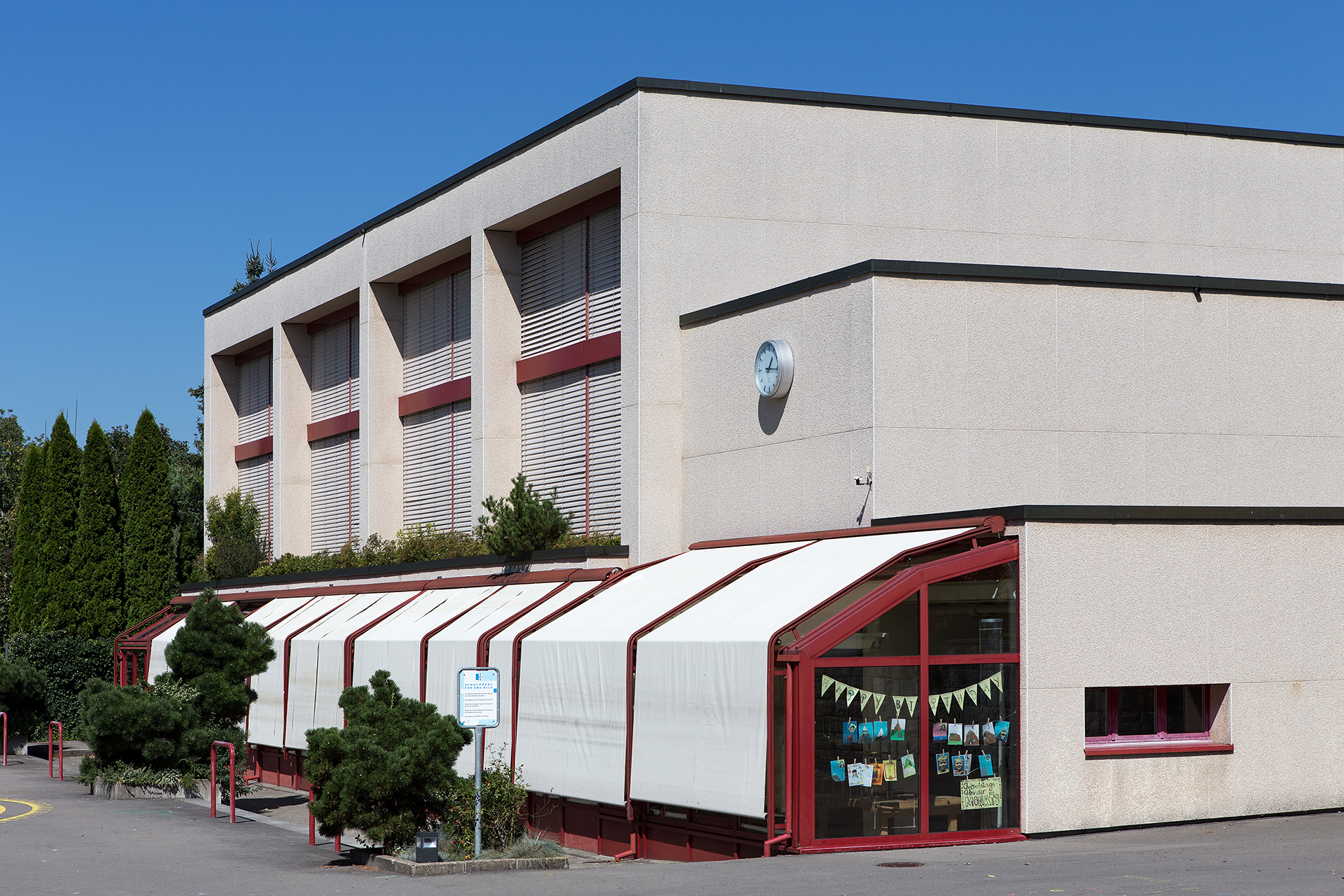
Sporthalle Aargauerstrasse
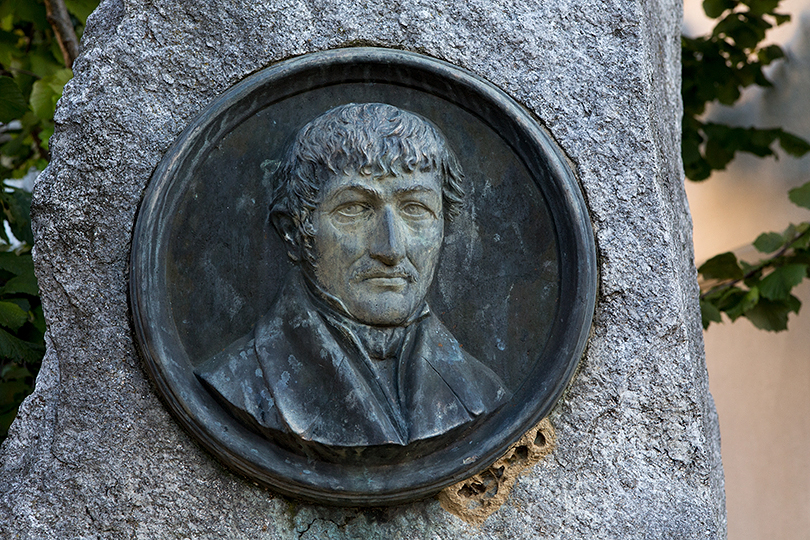
Gedenkstein J. G. Krauer
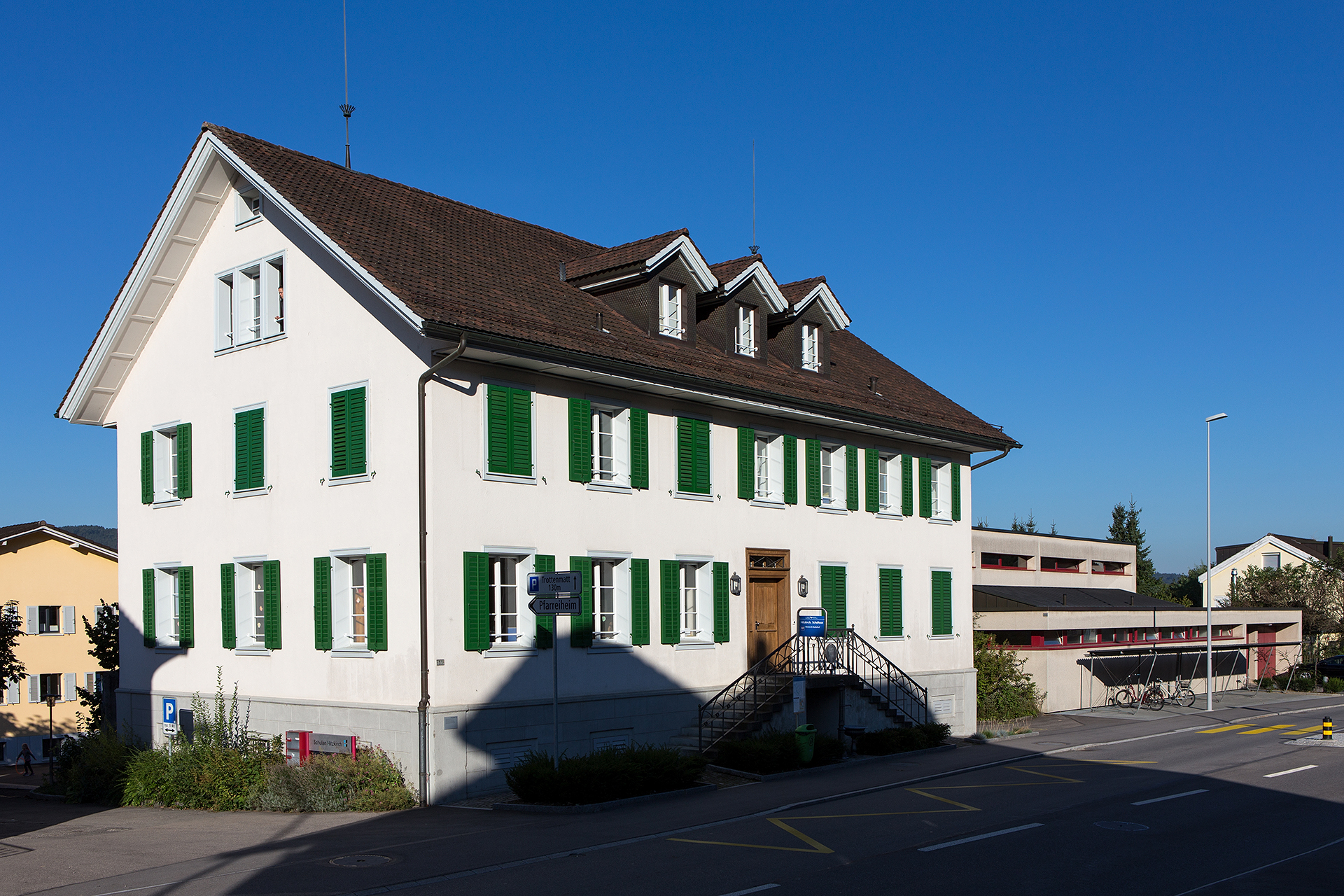
Altes Schulhaus
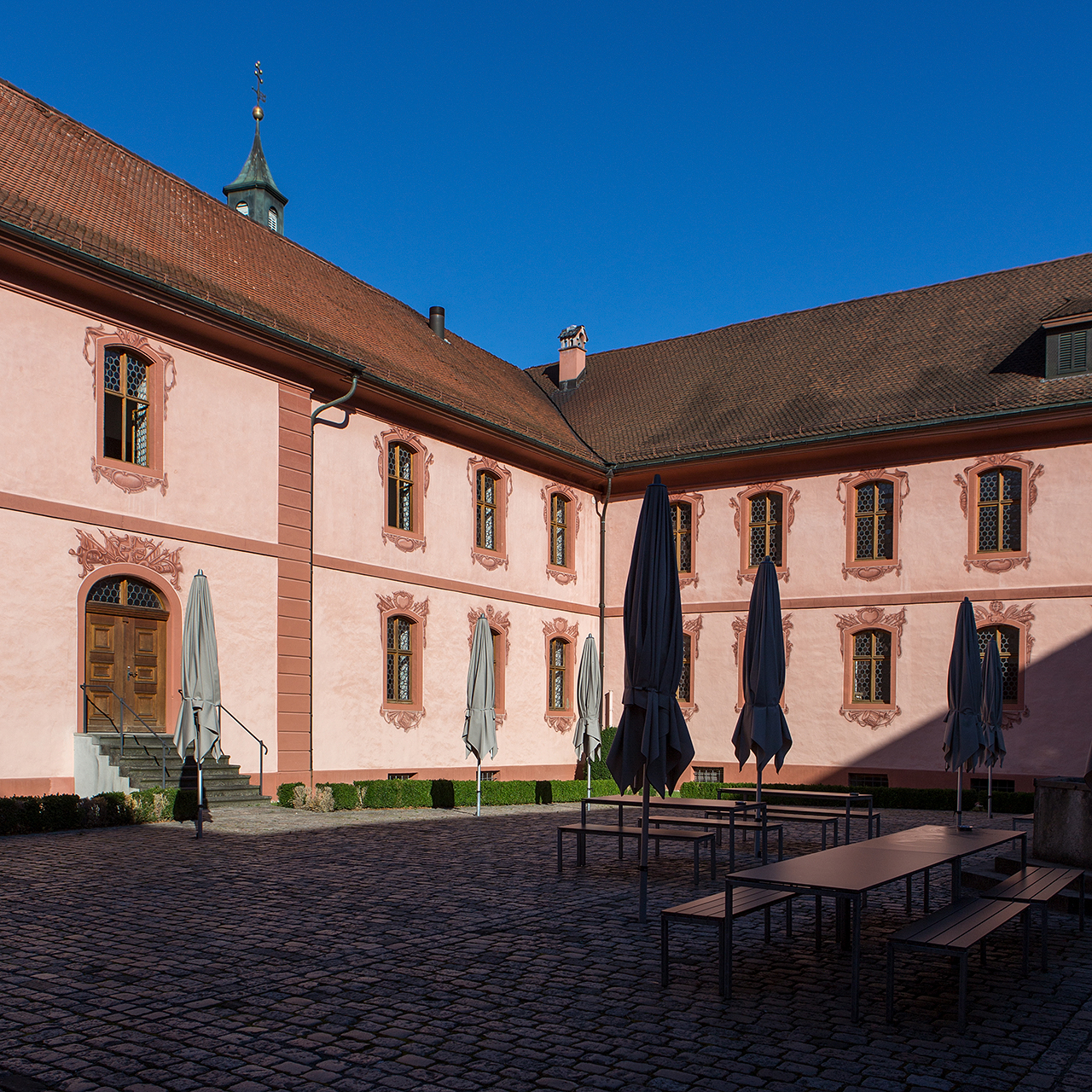
Innenhof der Kommende
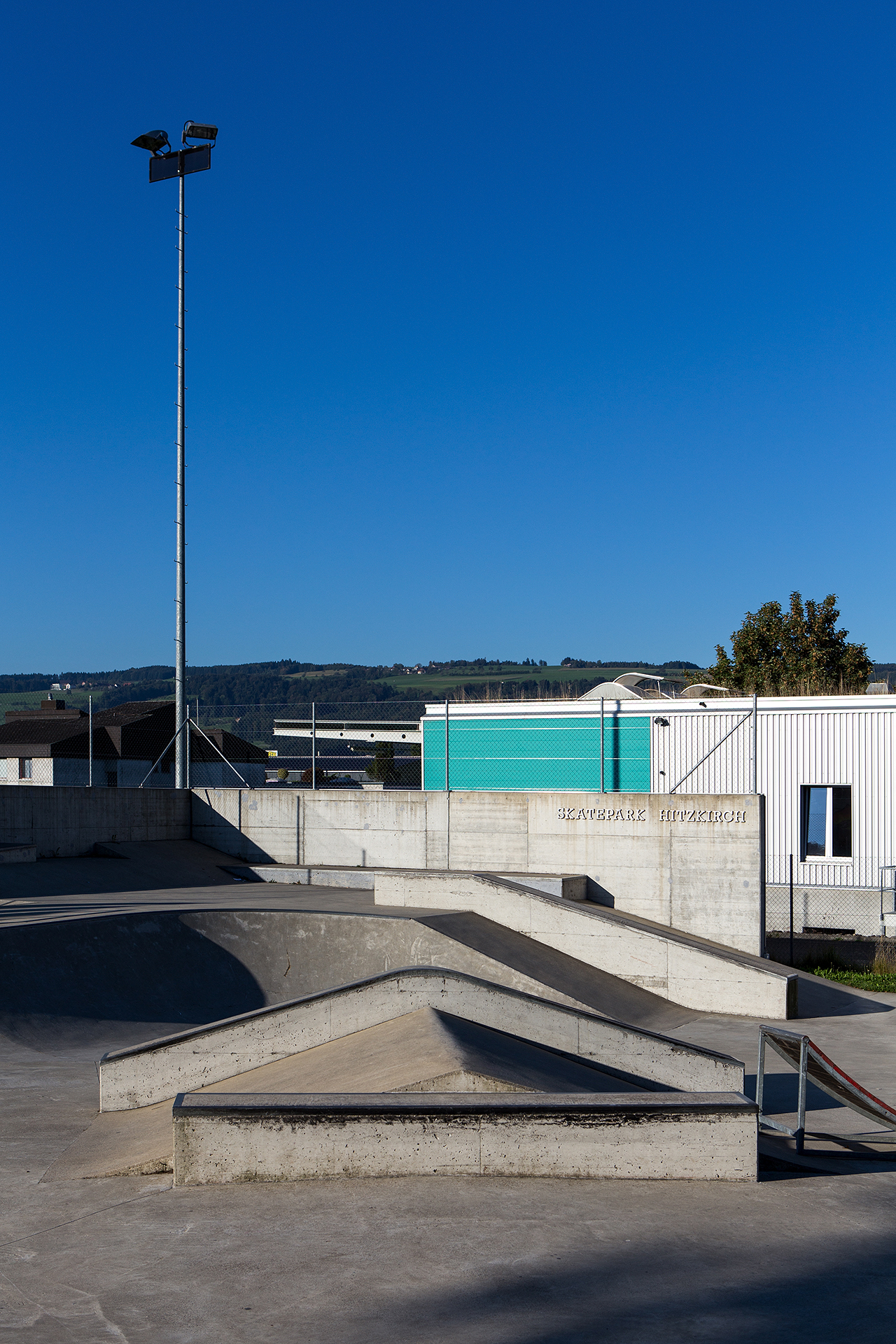
Skaterpark

## Persönlichkeiten

### In Hitzkirch geboren
- Franz Heinemann (1870–1957), Bibliothekar
- Anastasius Hartmann (1803–1866), Missionar, Kapuziner, leistete bedeutende Beiträge zur Katholischen Kirche in Indien
- Franz Moser-Schär (1872–1935), Landwirt, Nationalrat und landwirtschaftlicher Verbandspolitiker
- Erwin Koch (* 1956), Journalist und Schriftsteller
- Lior Etter (* 1990), Fussballspieler
- Urban Alex Affentranger (* 18. März 1944 in Retschwil; † 3. Dezember 2023 in Disentis), war ein Schweizer Benediktiner, Historiker und Rektor der Klosterschule Disentis
- Fabio Scherer (* 1999), Automobilrennfahrer, 2. Platz an den 24h von Le Mans

### Mit Bezug zu Hitzkirch
- Johann Caspar Bagnato (1696–1757), Baumeister des Barocks, schuf die Deutschritterkommende Hitzkirch
- Johann Baptist von Eptingen (1714–1783), leitete die Deutschordenskommende Hitzkirch
- Josef Roos (1851–1909), Lehrer, Eisenbahnverwaltungsangestellter und Mundartautor, besuchte das Lehrerseminar in Hitzkirch
- Jakob Xaver Müller (1869–1933), Politiker, Abgeordneter im Nationalrat der Schweiz, besuchte das Lehrerseminar in Hitzkirch
- Ludwig Fischer (1877–1962), Lehrer und Dialektologe, besuchte das Lehrerseminar in Hitzkirch
- Alfred Bögli (1912–1998), Geograph, Mineraloge und Höhlenforscher, war am Lehrerseminar Hitzkirch tätig, starb in Hitzkirch
- Joseph Röösli-Fähndrich (1935–2018), Komponist, Kirchenmusiker und Musikpädagoge, besuchte das Lehrerseminar in Hitzkirch
- Walter Haas (* 1942), Professor für germanistische Linguistik, besuchte das Lehrerseminar in Hitzkirch
- Thomas Bucheli (* 1961), Meteorologe und Fernsehmoderator, wuchs in Hitzkirch auf
- Beat Jans (* 1964), Bundesrat, Vater kam aus Mosen.
- Michael Thali (* 1967), Rechtsmediziner, wuchs in Hitzkirch auf
- Damian Müller (* 1984), Politiker, wohnt in Hitzkirch
- Nico Siegrist (* 1991), Fussballspieler, Lehrer an der Sekundarschule Hitzkirch
- Stefan Knežević (* 1996), Fussballspieler, begann mit dem Fussballspielen beim FC Hitzkirch